# Рашиця (Велике Лаще)
Рашиця (словен. Rašica) — поселення в общині Велике Лаще, Осреднєсловенський регіон, Словенія. 
Висота над рівнем моря: 498,9 м.